# Bob Crompton
Pour les articles homonymes, voir Crompton.
Bob Crompton, né le 26 septembre 1879 à Blackburn (Angleterre), mort le 16 mars 1941 dans la même ville, était un footballeur anglais, qui évoluait au poste de défenseur à Blackburn Rovers et en équipe d'Angleterre.
Crompton n'a marqué aucun but lors de ses quarante-et-une sélections avec l'équipe d'Angleterre entre 1902 et 1914.

## Carrière de joueur
- 1896-1920 : Blackburn Rovers

## Palmarès

### En équipe nationale
- 41 sélections et 0 but avec l'équipe d'Angleterre entre 1902 et 1914.

### Avec Blackburn Rovers
- Vainqueur du Championnat d'Angleterre de football en 1912 et 1914.
- Vainqueur du Charity Shield en 1912.

## Carrière d'entraîneur
- 1923-1930 : Blackburn Rovers
- 1938-1941 : Blackburn Rovers

## Palmarès

### Avec Blackburn Rovers
- Vainqueur de la Coupe d'Angleterre de football en 1928.